# Zsengellér Zsolt
Zsengellér Zsolt (Budapest, 1942. november 2. –) Feleki László-díjas (2003) sportújságíró, Zsengellér Gyula vb-ezüstérmes labdarúgó és Balsai Olga fia.

## Életpályája
1969-ben, a Képes Sport és a Telesport ,,Pályabelépő" című, sportriporter kerestetik pályázatán bejutott a döntőbe, majd 1970-től a Képes Sport gyakornoka, munkatársa, labdarúgó-rovatvezetője. Tudósított az 1978-as argentínai futball vb-ről és az 1980-as olaszországi labdarúgó Eb-ről. 1984-es távozásáig a Képes Sport megbecsült és elismert munkatársa volt, együtt dolgozott Almási László, Falus István, Farkas József és Varga Zsolt fotóriporterekkel, Kutas István főszerkesztővel, Bajnai Teri, Bánó András, Horváth István, Kürti András, Hoppe László munkatársakkal.
Később a Sportfogadás című szerencsejáték hetilap munkatársa, rovatvezetője, főszerkesztő-helyetteseként dolgozott. 2003-as nyugdíjazásáig a ,,Sárgaújságnál" tevékenykedett, rendszeresen publikált a Labdarúgásban, a Magyar Hírlapban, a Hétfői Hírekben, és az Újpest és az MTK című kiadványokban. Nyugdíjba vonulását követően bábáskodott a sargaujsag.hu, valamint a Futballista.hu című internetes honlapok megszületésénél.